# Rogbergasjön
Rogbergasjön är en sjö i Jönköpings kommun i Småland och ingår i Motala ströms huvudavrinningsområde. Sjön är 2,6 meter djup, har en yta på 0,746 kvadratkilometer och befinner sig 221 meter över havet. Sjön avvattnas av vattendraget Musslebobäcken.

## Delavrinningsområde
Rogbergasjön ingår i det delavrinningsområde (640452-140978) som SMHI kallar för Mynnar i Lillån. Medelhöjden är 228 meter över havet och ytan är 13,71 kvadratkilometer. Det finns inga delavrinningsområden uppströms utan avrinningsområdet är högsta punkten. Musslebobäcken som avvattnar avrinningsområdet har biflödesordning 3, vilket innebär att vattnet flödar genom totalt 3 vattendrag innan det når havet efter 222 kilometer. Delavrinningsområdet består mestadels av skog (46 procent), öppen mark (17 procent) och jordbruk (28 procent). Avrinningsområdet har 0,74 kvadratkilometer vattenytor vilket ger avrinningsområdet en sjöprocent på 5,4 procent.